# W.A.R.
W.A.R. (ook wel WAR) is een computerspel dat werd ontwikkeld door Software Communications en uitgebracht door Martech. Het spel kwam in 1986 uit voor de Amstrad CPC en de Commodore 64. Het spel is van het type horizontal scrolling shooter. De speler bestuurt een ruimtevaartuig en moet allerlei vliegende tegenstanders vernietigen. Het perspectief van het spel wordt getoond in de derde persoon.

## Platforms
| Platform     | Jaar |
| ------------ | ---- |
| Amstrad CPC  | 1986 |
| Commodore 64 | 1986 |

## Ontvangst
| Beoordeeld door                | Jaar | Score |
| ------------------------------ | ---- | ----- |
| ASM (Aktueller Software Markt) | 1986 | 75%   |
| Happy Computer                 | 1986 | 72%   |
| Your Commodore                 | 1986 | 60%   |
| Commodore User                 | 1986 | 60%   |
| Zzap!                          | 1986 | 44%   |